# 46.º governo da Monarquia Constitucional
O 46.º governo da Monarquia Constitucional, também conhecido como a segunda fase do 8.º governo do Rotativismo, e do 21.º desde a Regeneração, nomeado a 27 de maio de 1892 e exonerado a 22 de fevereiro de 1893, foi presidido por José Dias Ferreira. 
A sua constituição era a seguinte:
| Cargo                                                                                 | Detentor | Detentor                                             | Período                                          |
| ------------------------------------------------------------------------------------- | -------- | ---------------------------------------------------- | ------------------------------------------------ |
| Presidente do Conselho de Ministros                                                   |          | José Dias Ferreira (1837–1907)                       | 27 de maio de 1892 a 22 de fevereiro de 1893     |
| Ministro e Secretário de Estado dos Negócios do Reino                                 |          | José Dias Ferreira (interino) (1837–1907)            | 27 de maio de 1892 a 22 de fevereiro de 1893     |
| Ministro e Secretário de Estado dos Negócios do Reino                                 |          | António Teles de Vasconcelos (interino) (1832–1907)  | 9 de novembro de 1892 a 18 de novembro de 1892   |
| Ministro e Secretário de Estado dos Negócios Eclesiásticos e de Justiça               |          | António Teles de Vasconcelos (1832–1907)             | 27 de maio de 1892 a 22 de fevereiro de 1893     |
| Ministro e Secretário de Estado dos Negócios da Fazenda                               |          | José Dias Ferreira (1837–1907)                       | 27 de maio de 1892 a 22 de fevereiro de 1893     |
| Ministro e Secretário de Estado dos Negócios da Fazenda                               |          | Pedro Vítor da Costa Sequeira (interino) (1845–1905) | 9 de novembro de 1892 a 18 de novembro de 1892   |
| Ministro e Secretário de Estado dos Negócios da Guerra                                |          | Jorge Pinheiro Furtado (1810–1898)                   | 27 de maio de 1892 a 22 de fevereiro de 1893     |
| Ministro e Secretário de Estado dos Negócios da Marinha e Ultramar                    |          | Francisco Ferreira do Amaral (1844–1923)             | 27 de maio de 1892 a 22 de fevereiro de 1893     |
| Ministro e Secretário de Estado dos Negócios Estrangeiros                             |          | António Aires de Gouveia (1828–1916)                 | 27 de maio de 1892 a 23 de dezembro de 1892      |
| Ministro e Secretário de Estado dos Negócios Estrangeiros                             |          | Francisco Ferreira do Amaral (interino) (1844–1923)  | 6 de julho de 1892 a 23 de julho de 1892         |
| Ministro e Secretário de Estado dos Negócios Estrangeiros                             |          | Francisco Ferreira do Amaral (interino) (1844–1923)  | 9 de novembro de 1892 a 18 de novembro de 1892   |
| Ministro e Secretário de Estado dos Negócios Estrangeiros                             |          | Francisco Ferreira do Amaral (interino) (1844–1923)  | 23 de dezembro de 1892 a 22 de fevereiro de 1893 |
| Ministro e Secretário de Estado dos Negócios das Obras Públicas, Comércio e Indústria |          | Pedro Vítor da Costa Sequeira (1845–1905)            | 27 de maio de 1892 a 22 de fevereiro de 1893     |